# مسييه 26

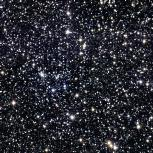

مسييه 26  أو م26 (بالإنجليزية: Messier 26) (أو NGC 6694 طبقا للفهرس العام الجديد هو تجمع نجمي مفتوح يوجد في كوكبة الترس (كوكبة). اكتشفه شارل مسييه عام 1764 ,وأضافه إلى فهرسه المعروف بفهرس مسييه الذي قيد فيه المذنبات والسدم.

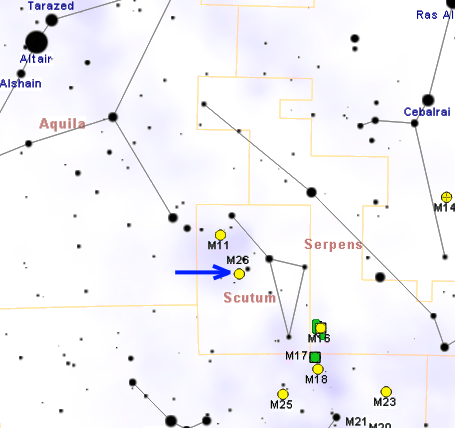
خريطة توضح موقع M26 (روبرتو مورا)

يبلغ اتساع م26 22 سنة ضوئية وهو يبعد عن الأرض نحو 5000 سنة ضوئية. وألمع نجم في ذلك التجمع يقدر ب 9و11 قدر ظاهري وقد أجريت حسابات لتقدير عمر ذلك التجمع وقدرت عمره ب 89 مليون سنة. ويحتوي التجمع مسييه 26 على منطقة تقل النجوم فيها بالقرب من مركز التجمع، وأغلب الظن أن غبارا كونيا يملأ الفضاء بين نجومه ويمتص بعضا من شدة ضوء نجومه.

## اقرأ أيضا
- نجم
- مجرة
- قزم أبيض
- عملاق أحمر
- الانفجار العظيم
- خط زمني للانفجار العظيم
- نجم نيوتروني
- ثقب أسود
- علم الفلك للأشعة السينية
- كويكبات
- منطقة هيدروجين II

## وصلات خارجية
- Messier 26, SEDS Messier pages
- موقع الكون

 الترس.